# Tempest (гурт)
Tempest (кор. 템페스트, tempeseuteu, стилізується як TEMPEST) — південнокорейський хлопчачий гурт під керівництвом Yuehua Entertainment. До складу гурту входять сім учасників: Ханбін, Хьонсоп, Хьок, Лу, Хваран, Инчан і Тере. Гурт дебютував 2 березня 2022 року зі своїм дебютним мініальбомом It's Me, It's We.

## Кар'єра

### До дебюту
Хьонсон і Лью брали участь у телевізійному реаліті-конкурсі Mnet Produce 101 (сезон 2) у 2017 році. Лью вибув у третьому раунді, зайнявши 23 місце, а Хьонсоп вилетів у фінальному епізоді, зайнявши 16 місце. Вони дебютували як Hyeongseop X Euiwoong 2 листопада 2017 року з синглом «It Will Be Good».
Хваран під ім'ям Сон Чже Вон брав участь у реаліті-шоу MBC Under Nineteen у 2018 році. Він вибув у 12-му епізоді після того, як посів 11 місце в команді та 32 місце в загальному заліку.
Ханбін брав участь у телевізійному реаліті-шоу Mnet I-Land у 2020 році. Він вибув у частині 2 і посів 10 місце. У жовтні 2020 року він провів онлайн фан-зустріч під назвою «!00 %». У грудні 2020 року він відкрив свій офіційний акаунт у Твіттері та виступив перед відкриттям концерту Big Hit NYEL з піснею «I&Credible». 2 червня 2021 року було оголошено, що Ханбін покинув Belift Lab і підписав ексклюзивний контракт з Yuehua Entertainment.

### 2022–дотепер: дебют ізIt's Me, It's WeтаShining Up
Спочатку Tempest мав дебютувати 21 лютого 2022 року з мініальбомом It's Me, It's We. Однак 14 лютого Yuehua Entertainment оголосили, що вони відкладають дебют Tempest на 2 березня 2022 року, оскільки всі сім учасників гурту отримали позитивний результат на COVID-19. Гурт офіційно дебютував 2 березня 2022 року з мініальбомом It's Me, It's We.
11 серпня Tempest анонсували свій перший камбек з другим мініальбомом Shining Up, який був запланований на 29 серпня.
22 листопада 2022 гурт випустив свій третій мініальбом On and On.
17 квітня 2023 вийшов четвертий мініальбом гурту — The Calm Before the Storm.
20 вересня 2023 вийшов перший сингл альбом гурту — Into the TEMPEST.

## Учасники
Адаптовано з їхнього профілю Naver.
| Сценічний псевдонім | Сценічний псевдонім | Сценічний псевдонім | Справжнє ім'я | Справжнє ім'я   | Справжнє ім'я            | Дата народження          | Позиція у гурті                                | Місце народження       |
| Українською         | Латиницею           | Хангилем            | Українською   | Латиницею       | Хангилем                 | Дата народження          | Позиція у гурті                                | Місце народження       |
| ------------------- | ------------------- | ------------------- | ------------- | --------------- | ------------------------ | ------------------------ | ---------------------------------------------- | ---------------------- |
| Лу                  | LEW                 | 루                  | Лі Ийун       | Lee Euiwoong    | 이의웅                   | 5 квітня 2001 (23 роки)  | Лідер, репер, вокаліст, композитор             | Інчхон, Південна Корея |
| Ханбін              | Hanbin              | 한빈                | Нго Нго Хинг  | Ngô Ngọc Hưng   | —                        | 19 січня 1998 (27 років) | Вокаліст, танцюрист                            | Єнбай, В'єтнам         |
| Хьонсоп             | Hyeongseop          | 형섭                | Ан Хьонсоп    | Ahn Hyeongseop  | 안형섭                   | 9 серпня 1999 (25 років) | Вокаліст, танцюрист                            | Інчхон, Південна Корея |
| Хьок                | Hyuk                | 혁                  | Ку Бонхьок    | Koo Bonhyuk     | 17 квітня 2000 (24 роки) | Головний вокаліст        | Південна Корея                                 |                        |
| Инчан               | Eunchan             | 은찬                | Чхве Бьонсоп  | Choi Byeongseop | 최병섭                   | 27 лютого 2001 (24 роки) | Вокаліст                                       | Ансан, Південна Корея  |
| Хваран              | Hwarang             | 화랑                | Сон Чжевон    | Song Jaewon     | 송재원                   | 23 квітня 2001 (23 роки) | Головний репер, головний танцюрист, композитор | Південна Корея         |
| Тере                | Taerae              | 태래                | Кім Тере      | Kim Taerae      | 김태래                   | 9 травня 2002 (22 роки)  | Репер, макне                                   | Південна Корея         |

## Дискографія

### Мініальбоми
| Назва                     | Деталі | Пікові позиції у чартах | Пікові позиції у чартах | Продажі                                   |
| Назва                     | Деталі | KOR                     | JPN                     | Продажі                                   |
| ------------------------- | --- | ----------------------- | ----------------------- | ----------------------------------------- |
| It's Me, It's We          | - Реліз: 2 березня 2022 - Лейбл: Yuehua Entertainment - Формат: CD, цифрове заватаження, стриминг Трек-лист 1. «Bad News» 2. «Just a Little Bit» 3. «Find Me» 4. «Next to You» (있을게) 5. «Bad at Love» | 2                       | —                       | - Південна Корея: 97,492                  |
| Shining Up                | - Реліз: 29 серпня 2022 - Лейбл: Yuehua Entertainment - Формат: CD, цифрове завантаження, стриминг Трек-лист 1. «Young & Wild» 2. «Can't Stop Shining» 3. «Only One Day» (하루만) 4. «Start Up»          | 2                       | —                       | - Південна Корея: 80,563                  |
| ON and ON                 | - Реліз: 22 листопада 2022 - Лейбл: Yuehua Entertainment - Формат: CD, цифрове завантаження, стриминг Трек-лист 1. «Taste the Feeling» 2. «Dragon» (飛上) 3. «Loving Number» 4. «Raise Me Up»            | 1                       | —                       | - Південна Корея: 116,533                 |
| The Calm Before the Storm | - Реліз: 17 квітня 2023 - Лейбл: Yuehua Entertainment - Формат: CD, цифрове завантаження, стриминг Трек-лист 1. «Eye of the Storm (폭풍의 눈)» 2. «Dangerous» (난장) 3. «Freak Show» 4. «I'll Be There»  | 4                       | 19                      | - Південна Корея: 116,348 - Японія: 3,846 |
| Tempest Voyage            | - Реліз: 11 березня 2024 - Лейбл: Yuehua Entertainment - Формат: CD, цифрове завантаження, стриминг Трек-лист 1. «Lighthouse» 2. «There» 3. «B.O.K» 4. «Slow Motion»                                     | 1                       | —                       | - Південна Корея: 114,888                 |

### Сингл-альбоми
| Назва                               | Деталі                                                                                               | Пікові позиції в чартах | Продажі                   |
| Назва                               | Деталі                                                                                               | KOR                     | Продажі                   |
| ----------------------------------- | --- | ----------------------- | ------------------------- |
| Into the Tempest (кор. 폭풍 속으로) | - Реліз: 20 вересня 2023 - Лейбл: Yuehua Entertainment - Формати: CD, цифрове завантаження, стриминг | 2                       | - Південна Корея: 136,872 |

### Сингли
| Назва                                                                            | Рік  | Пікові позиції у чарті | Пікові позиції у чарті | Альбом                    |
| Назва                                                                            | Рік  | KOR Down.              | VIE Hot                | Альбом                    |
| -------------------------------------------------------------------------------- | ---- | ---------------------- | ---------------------- | ------------------------- |
| «Bad News»                                                                       | 2022 | 164                    | 54                     | It's Me, It's We          |
| «Can't Stop Shining»                                                             | 2022 | 10                     | —                      | Shining Up                |
| «Dragon»                                                                         | 2022 | 23                     | —                      | ON and ON                 |
| «Dangerous» (кор. 난장)                                                          | 2023 | 108                    | —                      | The Calm Before the Storm |
| «Vroom Vroom»                                                                    | 2023 | —                      | —                      | Into the Tempest          |
| «Lighthouse »                                                                    | 2024 | —                      | —                      | Tempest Voyage            |
| «—» релізи, що не потрапили у чарти або не були випущені у відповідних регіонах. |      |                        |                        |                           |

## Нагороди та номінації
| Нагорода                      | Рік  | Категорія                          | Номінант / Робота | Результат | Прим.  |
| ----------------------------- | ---- | ---------------------------------- | ----------------- | --------- | ------ |
| Asia Artist Awards            | 2022 | New Wave Award — Singer            | Tempest           | Перемога  | [ 28 ] |
| Brand Customer Loyalty Awards | 2023 | Male Idol (Rookie) Award           | Tempest           | Перемога  | [ 29 ] |
| Brand of the Year Awards      | 2022 | Male Idol Rookie of the Year       | Tempest           | Перемога  | [ 30 ] |
| Brand of the Year Awards      | 2023 | Male Idol Rising Star              | Tempest           | Перемога  | [ 31 ] |
| Circle Chart Music Awards     | 2022 | IdolPlus New Star Award            | Tempest           | Перемога  | [ 32 ] |
| Genie Music Awards            | 2022 | Best Male Rookie Award             | Tempest           | Перемога  | [ 33 ] |
| Hanteo Music Awards           | 2023 | Global Rising Artist Award — China | Tempest           | Перемога  | [ 34 ] |
| Hanteo Music Awards           | 2023 | Global Rising Artist Award — Japan | Tempest           | Перемога  | [ 34 ] |
| Hanteo Music Awards           | 2023 | Rookie of the Year — Male          | Tempest           | Перемога  | [ 34 ] |
| Korea First Brand Awards      | 2023 | Best Rookie Male Idol              | Tempest           | Перемога  | [ 35 ] |
| MAMA Awards                   | 2022 | Best New Male Artist               | Tempest           | Номінація | [ 36 ] |
| MAMA Awards                   | 2022 | Artist of the Year                 | Tempest           | Номінація | [ 36 ] |
| Seoul Music Awards            | 2023 | Rookie Award                       | Tempest           | Номінація | [ 37 ] |
| Seoul Music Awards            | 2023 | Popularity Award                   | Tempest           | Номінація | [ 37 ] |
| Seoul Music Awards            | 2023 | Hallyu Special Award               | Tempest           | Номінація | [ 37 ] |
| Seoul Music Awards            | 2023 | IdolPlus New Star Award            | Tempest           | Перемога  | [ 38 ] |